# Age Ain't Nothing But a Number
Age Ain't Nothing but A Number bylo debutové album americké zpěvačky Aaliyah, které vyšlo v roce 1994 a dostalo se v žebříčku prodejnosti v USA na 18. místo a v prvním týdnu se alba prodalo přes 74,000 kusů. V USA bylo album nakonec double platinové za celkově 3 miliony prodaných kusů.
Celé album napsal a produkoval R. Kelly.
Název Age Ain't Nothing but A Number (Věk není nic, jen číslo) nese album i proto, že tehdy 15letá Aaliyah se tajně provdala za 27letého R. Kellyho. Zpočátku to oba popírali, ale poté jedny noviny zveřejnily jejich oddací list, kde Aaliyah zfalšovala svůj věk na 18. Manželství bylo o několik měsíců později anulováno.

## Seznam písní
| Pořadí | Název                                         | Délka |
| ------ | --------------------------------------------- | ----- |
| 1.     | Intro                                         | 1:30  |
| 2.     | Throw Your Hands Up                           | 3:34  |
| 3.     | Back & Forth                                  | 3:51  |
| 4.     | Age Ain't Nothing but a Number                | 4:14  |
| 5.     | Down with the Clique                          | 3:24  |
| 6.     | At Your Best (You Are Love)                   | 4:52  |
| 7.     | No One Knows How To Love Me Quite Like You Do | 4:07  |
| 8.     | Im So Into You                                | 3:26  |
| 9.     | Street Thing                                  | 4:58  |
| 10.    | Young Nation                                  | 4:41  |
| 11.    | Old School                                    | 3:17  |
| 12.    | Im Down                                       | 3:16  |
| 13.    | Back & Forth (remix)                          | 3:44  |

## Umístění ve světě
| Stát           | Umístění |
| -------------- | -------- |
| USA            | 18       |
| Velká Británie | 23       |